# Горам (Мејн)
Горам (енгл. Gorham) насељено је место без административног статуса у америчкој савезној држави Мејн.

## Демографија
По попису из 2010. године број становника је 6.882, што је 2.718 (65,3%) становника више него 2000. године.
| Група             | 2000.         | 2010.         |
| Белци             | 4.005 (96,2%) | 6.565 (95,4%) |
| Афроамериканци    | 23 (0,6%)     | 45 (0,7%)     |
| Азијати           | 46 (1,1%)     | 71 (1,0%)     |
| Хиспаноамериканци | 32 (0,8%)     | 68 (1,0%)     |
| Укупно            | 4.164         | 6.882         |